# Juan Ducas (hijo de Miguel II)
Juan Ducas (en griego: Ἰωάννης Δούκας, Iōannēs Doúkas) era un hijo del déspota de Epiro, Miguel II Comneno Ducas, y general en el servicio bizantino.

## Biografía
Juan era el segundo hijo del déspota de Epiro, Miguel II Comneno Ducas y Teodora Petralifena. En 1261 su madre lo llevó como rehén a la corte bizantina de Constantinopla, donde se casó con Tornicia Comnena (de nombre desconocido), la segunda hija del sebastocrátor Constantino Tornicio. La pareja tuvo al menos una hija, Helena, pero el matrimonio fue infeliz, con Juan aparentemente despreciando a su esposa. Como resultado, fue encarcelado y cegado en 1280, y se suicidó poco después.